# Caswell megye
Caswell megye az Amerikai Egyesült Államokban, azon belül Észak-Karolina államban található. Megyeszékhelye és legnagyobb városa Yanceyville. Lakosainak száma 22 736 fő (2020. április 1.). Caswell megye Danville, Pittsylvania, Halifax, Person, Orange, Alamance és Rockingham megyékkel határos.

## Népesség
A megye népességének változása:
| Lakosok száma | 23 694 | 23 563 | 23 140 | 23 190 | 22 941 | 22 736 |
|               | 2010   | 2011   | 2012   | 2013   | 2015   | 2020   |